# Sulpício Alexandre
Sulpício Alexandre foi um historiador das tribos germânicas, seu trabalho se perdeu, porém é mencionado por São Gregório de Tours.